# 克莱里-索尔舒瓦
克莱里-索尔舒瓦（法語：Clairy-Saulchoix，法語發音：[klɛʁi solʃwa]）是法国上法蘭西大區索姆省的一个市镇，属于亚眠区。该市镇于1790-1794年间由克莱里（Clairy）和索尔舒瓦（Saulchoix）合并而成。

## 地理
克莱里-索尔舒瓦（49°51'21"N, 2°10'45"E）面积6.52 平方千米，位于法国上法蘭西大區索姆省，该省份为法国北部沿海省份，北起加来海峡省和北部省，西接滨海塞纳省和大西洋英吉利海峡，南至瓦兹省，东临埃纳省。
与克莱里-索尔舒瓦接壤的市镇（或旧市镇、城区）包括：克勒兹、吉涅米库尔、皮西、勒韦勒、萨勒、塞勒河畔韦尔。
克莱里-索尔舒瓦的时区为UTC+01:00、UTC+02:00（夏令时）。

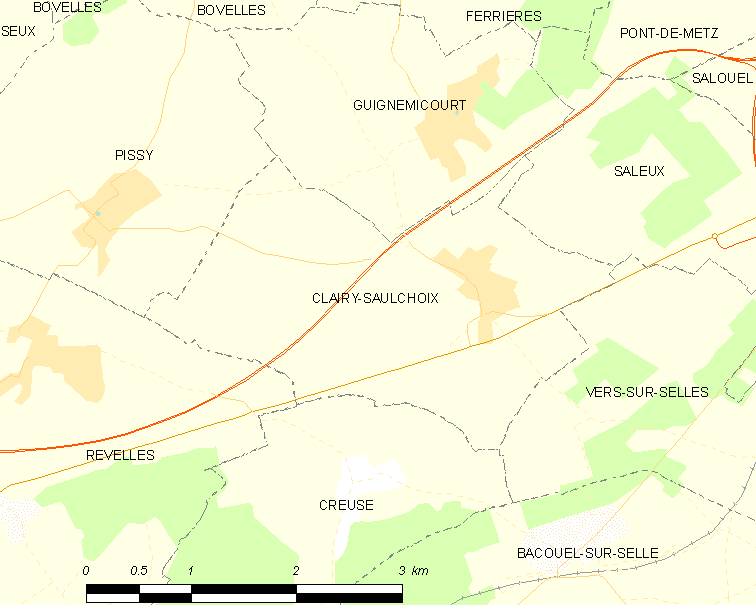
克莱里-索尔舒瓦的OSM定位图

## 行政
克莱里-索尔舒瓦的邮政编码为80540，INSEE市镇编码为80198。

## 政治
克莱里-索尔舒瓦所属的省级选区为索姆河畔阿伊县。

## 人口

1962-2008年间克莱里-索尔舒瓦人口变化图示

克莱里-索尔舒瓦于2022年1月1日时的人口数量为382人。